# Rockstar (canção de Post Malone)
"Rockstar" (estilizada como "rockstar") é uma canção do cantor e rapper americano Post Malone. Seu lançamento foi em 15 de setembro de 2017, pela gravadora Republic Records, como o single principal do seu próximo álbum beerbongs & bentleys. A canção tem a participação do rapper americano 21 Savage, sendo produzida por Tank God e Louis Bell (coprodutor do single "Congratulations").
A faixa foi composta por Post Malone, 21 Savage, Louis Bell e Olufunmibi Awoshiley. A canção foi número um em vários países, incluindo Austrália, Nova Zelândia e Reino Unido e Estados Unidos. Por conta das colocações, a canção se tornou a primeira faixa dos rappers alcançar o topo de tabelas de êxitos.

## Antecedentes
O rapper Post Malone postou um trecho da gravação do single em estúdio na sua conta no Twitter, em 29 de dezembro de 2016.

## Desempenho
A canção debutou na segunda posição da Billboard Hot 100 dos Estados Unidos, atrás de "Bodak Yellow", da rapper Cardi B. Quebrou, ainda, o recorde de streaming da Apple Music com mais de 25 milhões de reproduções. Tornou-se o terceiro top 20 de Malone, desde o seu debut, com "White Iverson", e o seu primeiro top 10, "Congratulations".

## Posições
| Tabela musical (2017)                              | Melhor posição |
| -------------------------------------------------- | -------------- |
| Spotify Charts                                     | 1              |
| Austrália - (ARIA)                                 | 1              |
| Áustria - (Ö3 Austria Top 40)                      | 2              |
| Bélgica - (Ultratop 50 Flanders)                   | 28             |
| Bélgica - (Ultratip Wallonia)                      | 1              |
| Brasil (Top 50 Streaming Mensal)                   | 23             |
| Canadá - (Canadian Hot 100)                        | 1              |
| Chéquia - (Singles Digitál Top 100)                | 3              |
| Dinamarca - (Tracklisten)                          | 1              |
| Finlândia - (Suomen virallinen lista)              | 1              |
| França - (SNEP)                                    | 26             |
| Alemanha - (Official German Charts)                | 2              |
| Hungria - (Single Top 40)                          | 19             |
| Hungria - (Stream Top 40)                          | 1              |
| Irlanda - (IRMA)                                   | 2              |
| Itália - (FMI)                                     | 6              |
| Nova Zelândia - (Recorded Music NZ)                | 1              |
| Países Baixos - (Dutch Top 40)                     | 13             |
| Países Baixos - (Single Top 100)                   | 2              |
| Noruega - (VG-lista)                               | 1              |
| Portugal - (AFP)                                   | 1              |
| Escócia - (Official Charts Company)                | 11             |
| Eslováquia - (Singles Digitál Top 100)             | 1              |
| Espanha - (PROMUSICAE)                             | 64             |
| Suécia - (Sverigetopplistan)                       | 1              |
| Suíça - (Schweizer Hitparade)                      | 3              |
| Reino Unido - (Official Charts Company)            | 1              |
| Estados Unidos - (Billboard Hot 100)               | 1              |
| Estados Unidos - (Billboard Hot R&B/Hip-Hop Songs) | 1              |
| Estados Unidos - (Billboard Mainstream Top 40)     | 24             |
| Estados Unidos - (Billboard Rhythmic)              | 3              |

## Certificados
| Região                                                                                             | Certificação | Vendas   |
| -------------------------------------------------------------------------------------------------- | ------------ | -------- |
| Canadá (Music Canada)                                                                              | Ouro         | 40.000^  |
| Estados Unidos (RIAA)                                                                              |              | 122.734^ |
| *números de vendas baseados somente na certificação ^distribuições baseadas apenas na certificação |              |          |

## Histórico de lançamento
| País           | Data                   | Formato                                       | Gravadora        |
| -------------- | ---------------------- | --------------------------------------------- | ---------------- |
| Estados Unidos | 15 de setembro de 2017 | Download digital                              | Republic Records |
| Estados Unidos | 26 de setembro de 2017 | Rhythmic contemporary, contemporary hit radio | Republic Records |